# 6804 Maruseppu
6804 Maruseppu eller 1995 WV är en asteroid i huvudbältet som upptäcktes den 16 november 1995 av den japanska astronomen Akimasa Nakamura vid Kuma Kogen-observatoriet. Den är uppkallad efter den japanska staden Maruseppu.
Asteroiden har en diameter på ungefär 5 kilometer.